# Spelaeoecia bermudensis
Spelaeoecia bermudensis är en kräftdjursart som beskrevs av Angel och Thomas M. Iliffe 1987. Spelaeoecia bermudensis ingår i släktet Spelaeoecia och familjen Thaumatocyprididae. IUCN kategoriserar arten globalt som akut hotad. Inga underarter finns listade i Catalogue of Life.